# Stewartia yunnanensis
Stewartia yunnanensis är en tvåhjärtbladig växtart som beskrevs av Hung T. Chang. Stewartia yunnanensis ingår i släktet Stewartia och familjen Theaceae. Inga underarter finns listade i Catalogue of Life.